# Gerard Wilhelm van Apeldoorn
Gerard Wilhelm Johan van Apeldoorn (Zwolle, 14 juni 1885 – Blaricum, 27 juni 1961) was een Nederlands kunstschilder. 
Hij werd geboren in het gezin van de Zwolse organist Jacobus Cornelis van Apeldoorn en Wobina Josina Magdalena Elfrink.
Reeds op zestienjarige leeftijd deed hij mee aan een fotowedstrijd in Kampen. Hij was echter werkzaam als commies bij de PTT en werd het hele land doorgezonden. Op 1 oktober 1935 werd hem eervol ontslag verleend. Hij trok vervolgens via België terug naar Zwolle en woonde in Den Haag, Zeist en Blaricum. Van zijn hand verschenen voornamelijk dorpsgezichten en landschappen. Hij kreeg zijn opleiding van Armand (Gustave Gérard) Jamar in Brussel en Joseph Middeleer in Brugge. In 1938 had hij een tentoonstelling in Rome. Hij was lid van het Amersfoorts Kunstenaarsgilde. Zijn stijl leunt tegen het impressionisme aan.